# Parque Tres de Febrero

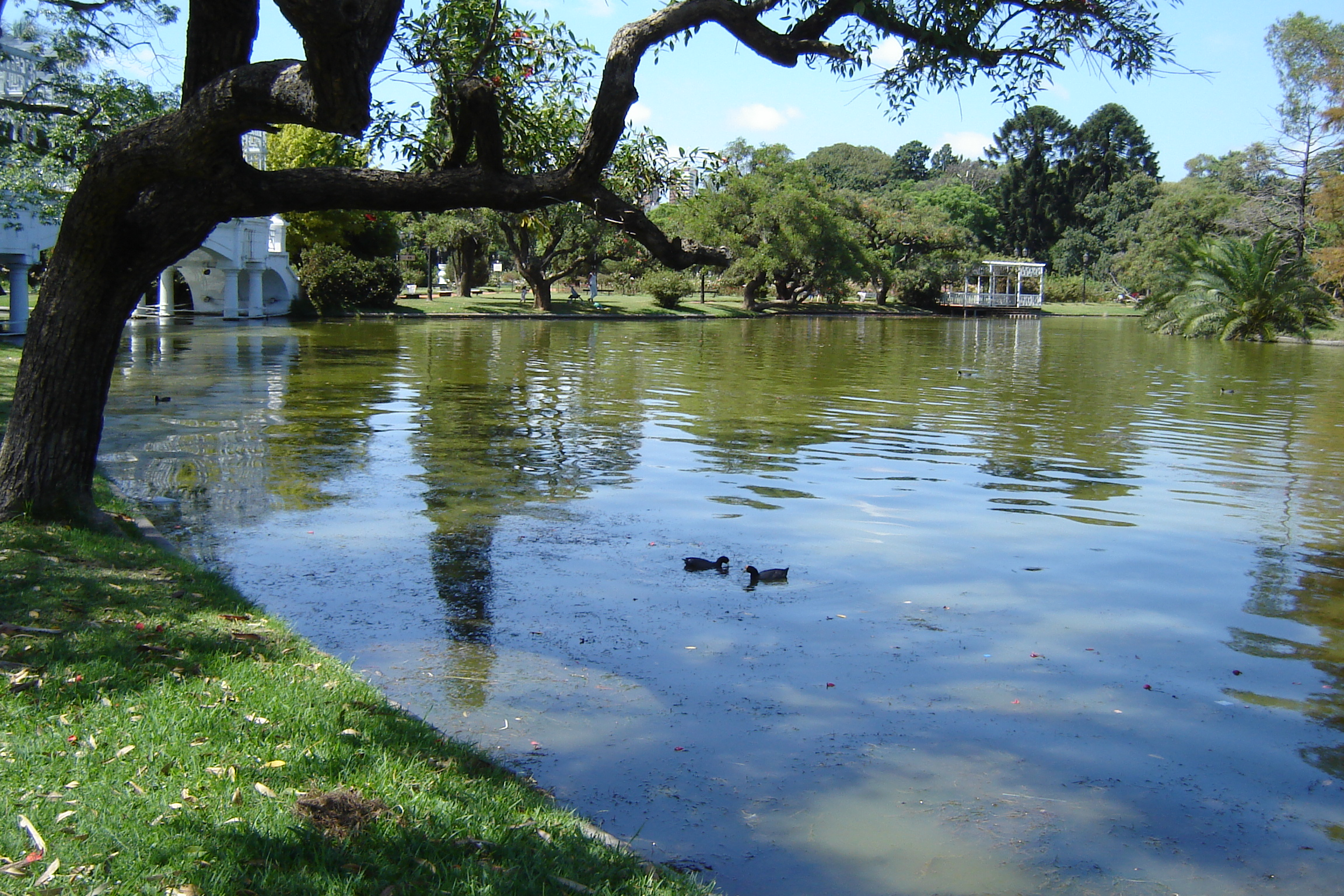
Parque Tres de Febrero

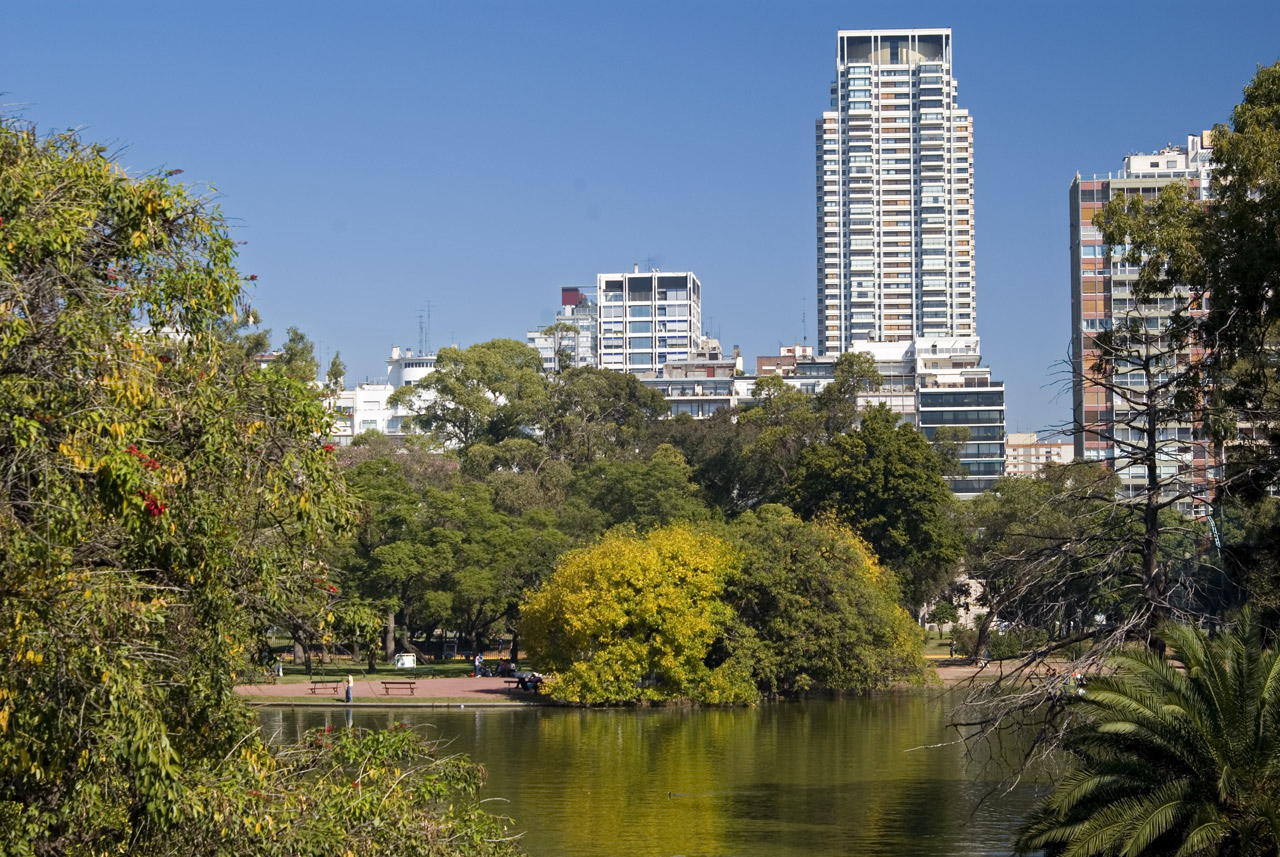
Ansicht von Rosengarten und See

Der Parque Tres de Febrero (Park des 3. Februar), auch bekannt als Bosques de Palermo (Wald von Palermo), ist ein 25 Hektar großer Stadtpark  im Stadtteil Palermo in der argentinischen Hauptstadt Buenos Aires. Er befindet sich zwischen der Avenida del Libertador und der Avenida Figueroa Alcorta. Der Park ist bekannt für seine Haine, Seen und den Rosengarten (El Rosedal).
Er bildet zusammen mit dem Parque General Belgrano, der Plaza Alemania, dem Zoo Buenos Aires, dem Botanischen Garten und der Plaza Seeber eine zusammenhängende Grünfläche. Im Westen schließen sich außerdem der Campo Argentino de Polo und das Hipódromo Argentino an. In der südöstlichen Ecke des Parks ist der Japanische Garten zu finden.

## Geschichte
Nach der Schlacht von Caseros 1852 und dem Sturz von Juan Manuel de Rosas wurde dessen weitläufiges Grundstück im Norden von Buenos Aires enteignet. 1862 erging der Beschluss der Stadtverwaltung, dieses Grundstück für einen öffentlichen Park zur Verfügung zu stellen. Auf Initiative des Kongressabgeordneten Vicente Fidel López und des Präsidenten Sarmiento wurden 1874 die Arbeiten aufgenommen. Der Name des Parks sollte an den 3. Februar 1852, das Datum von Rosas’ Sturz, erinnern.
Der Park wurde von dem Stadtplaner Jordán Czeslaw Wysocki und dem Architekten Julio Dormal entworfen und am 11. November 1875 eingeweiht. Der wirtschaftliche Aufschwung in Buenos Aires zu dieser Zeit half, das Parkgelände 1888 an die Stadt zu übertragen, worauf der französischstämmige Carlos Thays mit der Erweiterung und Verschönerung des Parks beauftragt wurde. Die Arbeiten nahmen zehn Jahre in Anspruch und wurden 1912 abgeschlossen, hierzu gehörte auch die Anlage des Rosengartens. Thays entwarf ebenso den Zoo, den Botanischen Garten und die angrenzende Plaza Italia.
1927 wurden der Andalusische Patio und das Monument für die Vier Argentinischen Regionen ergänzt, 1951 kam das Velodrom hinzu und 1966 das Planetarium Galileo Galilei. An der durch den Park führenden Avenida de la Infanta Isabel befindet sich das Museo de Artes Plásticas Eduardo Sivori.